# Wildanie Cupidon
Wildanie Cupidon est une religieuse catholique consacrée. Elle est née le 1er septembre 1980 en Haiti. Elle est la fondatrice des frères de Saint-Jude et des sœurs missionnaires de Notre-Dame de la Victoire.

## Biographie
Wildanie Cupidon est née le 1er septembre 1980. Elle a quitté Haïti à destination de la Jamaïque durant l'année 2000.Elle a fait ses vœux religieux le 25 décembre 2003 et est retournée en Haïti en 2005 pour se mettre au service des plus défavorisés. Sous la bénédiction de l’archevêque Joseph Serge Miot, elle a fondé les communautés des Sœurs Notre-Dame des Victoires et les Frères de Saint-Jude. Quelque temps après, elle est entrée au Canada pour étudier l’anthropologie à « l'University of New Brunswick Saint John (UNBSJ) ». De retour en Haïti, elle a fondé en 2009 la « Fondation Wildanie Cupidon » en vue de s'impliquer dans l’encadrement des démunies, des handicapées des orphelins, et les nécessiteux à travers le monde, spécialement en Haïti tout en suivant la trace de Mère Teresa.
Elle a créé en 2018 le mouvement Chaplain Seciau dont elle est actuellement la présidente générale. En cette même année, soit le 7 avril 2018, MILEVA (Military Law Enforcement Veterans Association) a décerné à sœur Wildanie Cupidon la « Woman Recognition AWARD 2018 » à New York. Ce prix est décerné aux femmes qui ont marqué positivement sa communauté,.
En 2021, elle a reçu le « Prix d'Excellence Humanitaire Mondiale » organisé par le « Comité du Prix des Records du Monde URF et l’URB » à l'occasion de la Journée internationale de la Charité et la mort de Sainte Mère Teresa. Cette distinction lui a été faite « en reconnaissance de son service humanitaire loyal, son dévouement avec grand cœur pour répandre l’Amour, la Paix, l’Humanité et l’Harmonie dans la Société et dans le monde au niveau International »,. En guise de récompense et en signe de reconnaissance au Pakistan une école porte le nom de « Wildanie Cupidon primary school ». Elle est considérée comme  un modèle pour ses apprenants,.

## Prix et Distinctions
- Woman Recognition AWARD 2018, États-Unis (7 avril 2018).
- Prix d'Excellence Humanitaire Mondiale 2021[11].